# 茜树
茜树（学名：Aidia cochinchinensis）为茜草科茜树属下的一个种。

## 扩展阅读
- 維基物種上的相關：茜树